# Euophrys sulphurea
Euophrys sulphurea là một loài nhện trong họ Salticidae.
Loài này thuộc chi Euophrys. Euophrys sulphurea được Ludwig Carl Christian Koch miêu tả năm 1867.